# One Outs
One Outs (ワンナウツ, Wannautsu) est un manga sur le baseball écrit par Shinobu Kaitani et publié à l'origine dans le magazine de seinen Business Jump de 1998 à 2006 publication a repris dans Business Jump à partir du 1er octobre 2008. Une adaptation en anime de 25 épisodes, réalisée par Madhouse, est diffusée à la télévision entre octobre 2008 et mars 2009,.

## Synopsis
Hiromichi Kojima, le batteur vedette des Lycaons, se rend à Okinawa en train pour se sortir d'une mauvaise passe. Là, il rencontre Toua Tokuchi, lanceur à 110~128 km/h et champion incontesté d'un jeu de paris dérivé du baseball et appelé "One Outs". Après que Tokuchi ait échoué à passer 3 strikes à Kojima, Kojima parvient à convaincre Tokuchi de rejoindre les Lycaons. Son contrat, le 'contrat One Outs', diffère cependant du contrat habituel en ce qu'il touche 5,000,000 yen pour chaque adversaire éliminé, mais perd 50,000,000 yen pour chaque point qu'il concède.

## Personnages

### Personnages principaux
Toua Tokuchi (渡久地 東亜, Tokuchi Tōa)
Seiyū : Masato Hagiwara
Toua est un lanceur de génie qui participe à un jeu d'argent appelé "One Outs". Après avoir perdu pour la première fois de sa vie à One Outs face à Kojima, il rejoint les Lycaons avec un contrat atypique, le contrat One Outs, qui conditionne sa paie à ses performances. En tant que lanceur vedette des Lycaons, il peut lancer pendant des matchs entiers sans concéder une seule base.
Hiromichi Kojima (児島 弘道, Kojima Hiromichi)
Seiyū : Tsutomu Isobe
Kojima est le 4e frappeur pour l'équipe professionnelle de baseball des Saikyou Saitama Lycaons. Parti en camp d'entraînement pour se sortir d'une mauvaise passe, il est battu par Toua au jeu de One Outs. Après être allé dans la forêt pour s'entraîner mentalement contre Toua et malgré s'être blessé au poignet, il défie Toua de lui accorder une revanche et le pousse à parier sa main qui lui permet de réaliser ses lancers de génie. Alors que le duel de One Outs s'achève sur un lancer fatidique, Kojima, refusant de perdre, se met son la trajectoire de la balle pour faire compter le lancer comme une balle morte. Malgré le caractère litigieux de cette action, Toua admet sa défaite et Kojima force Toua à rejoindre les Lycaons, s'emparant symboliquement de sa main et lui interdisant définitivement de rejouer au One Outs.

### Personnages secondaires
Tsuneo Saikawa (彩川 恒雄, Saikawa Tsuneo)
Seiyū : Kenji Utsumi
Le propriétaire de l'équipe des Saikyou Saitama Lycaons. Il est plus intéressé par gagner de l'argent que par voir les Lycaons gagner. Il signe le contrat One Outs avec Toua Tokuchi.
Yuuzaburou Mihara (三原 雄三郎, Mihara Yuuzaburou)
Le manager des Saikyou Saitama Lycaons. Il obéit scrupuleusement à chaque ordre du propriétaire jusqu'à l'épisode 15 de l'anime.
Satoshi Ideguchi (出口 智志, Ideguchi Satoshi)
Seiyū : Kappei Yamaguchi
Receveur des Saikyou Saitama Lycaons, il prend la mesure du talent de Toua au cours des matchs où il reçoit ses lancers.
Jun'ichi Kawanaka (河中 純一, Kawanaka Jun'ichi)
Seiyū : Takuma Terashima
Lanceur débutant des Fingers et Rookie of Year de l'année précédente. Il remarque aussi le génie terrifiant de Toua, et exhorte son équipe à changer de tactique, mais ne parvient pas à éviter la défaite.
Les Chiba Mariners
L'équipe la plus forte du Japon pour les 3 dernières années. Cette équipe joue 3 matchs consécutifs contre les Lycaons, avec son trio de batteurs vedettes Takami Itsuki, Thomas et Brooklyn.
Itsuki Takami (高見 樹, Takami Itsuki)
Seiyū : Masaya Matsukaze
Un des frappeurs des Chiba Mariners, il est réputé être un prodige du baseball et ses yeux ont la meilleure vision du mouvement dans le monde du baseball. C'est le meilleur joueur de l'équipe et il est capable d'élaborer des parades aux balles rapides de Tokuchi, mais il est dépassé en ruse par Tokuchi et son équipe perd.

## Anime

### Musique
Opening SongBury par Pay Money to My Pain
Ending SongMoment par Tribal Chair